# Therese Wallter
Therese Wallter, född 1 maj 1982 i Helsingborg, är en svensk före detta handbollsspelare (mittsexa).

## Karriär i klubblag
Elitkarriären tog fart när Therese Wallter spelade i Skövde HF. Under sex år i den röda Skövdetröjan blev det tre SM-finaler. Efter 2007 och tredje finalförlusten blev Wallter proffs i Danmark i Fredrikshavn Fox. Hon bytte sedan till Aalborg DH där det blev ett silver i danska mästerskapet. Efter tre proffsår i Danmark med bland annat spel i Champions League för Aalborg återvände Wallter till svenska elitserien och Skövde HF.  Skövde HF missade SM-finalen 2011 för första gången på 6 år. Therese Wallter bytte klubb. Hon hade som mål att behålla sin landslagsplats då hon bytte klubb till Lugi. Sista året Wallter spelade i elitserien representerade hon Lugi. Lugi tog sig till SM-final men förlorade den till IK Sävehof. Efter 2012 slutade Terese Wallter sin elithandbollskarriär men spelade några säsonger i moderklubben i ett försök att föra OV Helsingborg till elitserien. 2016 under EM i Sverige var hon så kallad ambassadör för handbolls-EM i Helsingborg. Efter den aktiva karriären arbetar Wallter för Ov Helsingborg med ungdomshandboll.

## Karriär i landslaget
Therese Wallter spelade 10 ungdomslandskamper i början av sin karriär. I februari 2009 blev Therese Wallter uttagen i landslaget till en fyrnationsturnering i Ungern i mars. Året 2009 blev hon sedan en ordinarie landslagsspelare. Wallter spelade 44 landskamper för Sveriges damlandslag i handboll under åren 2005–2011. Hon gjorde mästerskapsdebut i VM 2009 i Kina. Wallter deltog också i EM 2010 och var alltså med och tog Sveriges första mästerskapsmedalj för damseniorer.

## Meriter
- EM-silver 2010 med Sveriges damlandslag i handboll
- Fyra SM-silver: 2005, 2006, 2007 (med Skövde HF) och 2012 (med Lugi HF)
- DM-silver med Aalborg DH